# Kalmiuskie
Kalmiuskie (ukr. Кальміуське, Kalmiuśke) – miasto na Ukrainie w obwodzie donieckim. 
W miejscowości znajduje się stacja kolejowa.

## Nazwa
Do 12 maja 2016 roku miejscowość nosiła nazwę Komsomolśke (ukr. Комсомольське).

## Historia
Prawa miejskie posiada od 1956. W latach 2014–2022 roku znajdowało się pod kontrolą Donieckiej Republiki Ludowej. 30 września 2022 roku jednostronnie anektowane przez Rosję wraz z obwodem donieckim.

## Demografia
- 1971 – 15 800[2]
- 2013 – 11 763[5]
- 2014 – 11 672[1]